# Romanisches Café
 (novembre 2024).
Si vous disposez d'ouvrages ou d'articles de référence ou si vous connaissez des sites web de qualité traitant du thème abordé ici, merci de compléter l'article en donnant les références utiles à sa vérifiabilité et en les liant à la section « Notes et références ».
Le Romanisches Café (« Café roman ») était un café - bar à Berlin en Allemagne, connu pour être le lieu de rencontre du monde artistique. Il était situé dans ce qui est maintenant la Breitscheidplatz, à la fin du Kurfürstendamm, dans le quartier de Charlottenburg (bien que cette section du Kurfürstendamm ait été rebaptisée Budapester Straße (de) en 1925). Le nom est dérivé du style néo-roman du bâtiment.

## Histoire

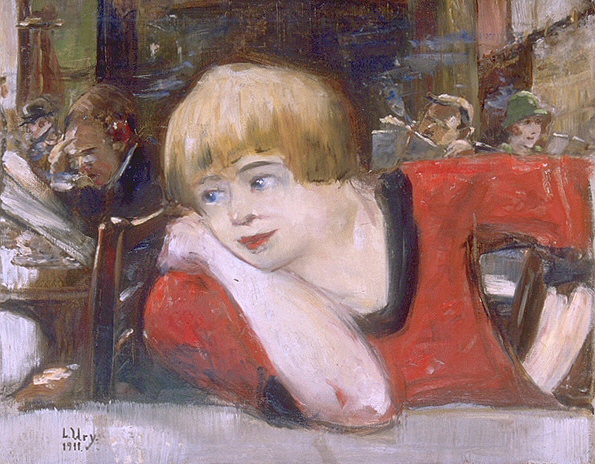
Lesser Ury : Fille au Romanisches Café, 1911.

Le Romanisches Café était situé dans la prestigieuse Romanisches Haus, érigée entre 1897 et 1899 sur un projet de Franz Schwechten, qui avait également construit l'église Kaiser Wilhelm située en face. La maison, dotée de deux tours, se dressait à l'angle est de l'Auguste-Viktoria-Platz (aujourd'hui Breitscheidplatz), approximativement à l'emplacement de l'actuel Europa-Center. C'était à l'origine l'emplacement de la pâtisserie de l'hôtel Kaiserhof ; le café n'a ouvert qu'en 1916. Depuis la fermeture de l'ancien Café des Westens (un autre lieu fréquenté par les artistes) en 1915, il devient vite le plus important café d'artistes de Berlin, en particulier après la fin de la Première Guerre mondiale.
Le café est un lieu de rencontre pour l'intelligentsia, où se réunissent les principaux écrivains, peintres, acteurs, réalisateurs, journalistes et critiques de l'époque. En même temps, c'est un lieu pour les artistes en herbe qui essaient de lancer leur carrière en y établissant leurs premiers contacts. Les artistes déjà établis, de leur côté, s'y regroupent de façon séparée des autres, afin de se distinguer de la masse.
Vers la fin de la République de Weimar, alors que la situation politique en Allemagne se détériore, le Romanisches Café perd progressivement son rôle. Dès 1927, les nazis déclenchent une émeute au Kurfürstendamm au cours de laquelle le café, lieu de rencontre des intellectuels de gauche qu'ils haïssent, est l'une des cibles des violences. L'arrivée au pouvoir du parti nazi et l'émigration subséquente de la plupart de ses habitués marque la fin définitive du café en tant que lieu d'artistes. La Romanisches Haus est complètement détruite par un raid aérien allié en 1943.

## Clients de renom
- David Bergelson[1]
- Bertolt Brecht
- Otto Dix
- Alfred Döblin
- Hanns Eisler
- Georges Grosz
- Sylvie von Harden
- Mascha Kaleko
- Erich Kästner
- Alfred Kerr
- Irmgard Keun
- Arthur Kronfeld
- Sinon Lasker-Schüler
- Hugo Lederer
- Franz Pfemfert
- Erich Maria Remarque
- Joachim Ringelnatz
- Joseph Roth
- Ernst Toller
- Kurt Tucholsky
- Konrad Wachsmann (en)
- Franz Werfel
- Billy Wilder